# Jane Pickens Langley
Jane Pickens Hoving (10 de agosto de 1912 - 21 de febrero de 1992) fue una popular cantante estadounidense, activa en el teatro, la radio y la televisión a lo largo de veinte años, además de organizadora de numerosos eventos sociales y filantrópicos. Hoving fue la líder de las Pickens Sisters, un trío nacido en una plantación de Georgia que consiguió el estrellato en la década de 1930 con su propio show radiofónico, giras de conciertos y grabaciones discográficas.

## Pickens Sisters
Las hermanas Pickens nacieron en Macon (Georgia), criándose allí y en Atlanta. Su padre, un tratante de algodón, tocaba el piano, y su madre cantaba, y ambos les enseñaron armonía.
Al principio las hermanas cantaban para sus amigos, haciéndolo más tarde en iglesias y en escuelas. La familia se mudó a Park Avenue en 1932, y una grabación de prueba efectuada para Victor Talking Machine Company impresionó de tal modo a los ejecutivos radiofónicos, que contrataron a las hermanas sin conocerlas. Promocionadas como las "Three Little Maids From Dixie", actuaron en Thumbs Up en el circuito de Broadway y en una película, Sitting Pretty. 
Firmando un contrato con Victor como respuesta de esa discográfica a las populares artistas de Brunswick Records, las Boswell Sisters, las hermanas grabaron 25 caras para Victor desde primeros de 1932 hasta finales de 1934. Sus grabaciones tenían un estilo más humorístico que el de las Boswell Sisters, cuya música era más jazzística.
El grupo ganó un millón de dólares en cinco años, pero se disolvió cuando dos de las hermanas se casaron, y una cuarta, que ejercía de mánager, también dejó la formación.

## Evolución musical
Pickens, que era la arreglista de los números del grupo, era la más interesada por la música. Estudió en el Instituto de Música Curtis de Filadelfia y en Fontainebleau, en Francia, y ganó becas para la Escuela Juilliard, donde estudió con Anna E. Schoen-René. En varias ocasiones dejó las actuaciones públicas para retomar su formación musical.
Cantó en los Ziegfeld Follies de 1936 en un elenco que incluía a Fanny Brice y a Gypsy Rose Lee. En 1940 actuó junto a Ed Wynn en la obra Boys and Girls Together, representada en Broadway, recibiendo críticas positivas.
Un momento clave de su trayectoria llegó en la década de 1940 cuando, insatisfecha con su carrera, consultó con Robert Alton, un arreglista musical que le explicó que ella aparecía distante, probablemente por una actitud defensiva. Su análisis fue una revelación, y la cantante dijo despertarse a la mañana siguiente "totalmente curada." Así, en 1949 ganó el reconocimiento por su primer papel en Regina, la versión musical de The Little Foxes.
Pickens siguió su carrera musical en solitario con un amplio repertorio que abarcaba desde la comedia musical hasta la ópera, las actuaciones en nightclubs y sus propios shows en NBC radio y ABC television. 
En 1954 Pickens actuó en una serie musical televisiva de 15 minutos de duración para la ABC, The Jane Pickens Show, que en primavera fue reemplazada por The Martha Wright Show.
Con frecuencia actuó por motivos caritativos, con interpretaciones para huérfanos y jóvenes, hospitales, veteranos y discapacitados. Cuando su carrera fue disminuyendo de manera gradual en la década de 1950, se centró en la dirección de eventos para la recogida de fondos, siendo sus objetivos favoritos el Ejército de Salvación y la investigación de las enfermedades cardiacas y la parálisis cerebral, una afección que sufría su hija.

## Vida personal
Pickens se hizo una figura notoria en bailes y otros eventos sociales de Nueva York, Long Island y Newport (Rhode Island), y se casó con dos destacados hombres de negocios. Su primer marido fue William C. Langley, un agente de Wall Street. Tras fallecer él, se casó con Walter Hoving, propietario de Tiffany & Co. y de los almacenes Bonwit Teller. 
En 1972 se postuló por el Partido Republicano para la Cámara de Representantes de los Estados Unidos, frente a Ed Koch, futuro alcalde de Nueva York.
Pickens también pintaba, siendo su tema favorito las flores, especialmente las rosas. Expuso en galerías de arte y vendió docenas de obras por motivos caritativos.
Jane Pickens Langley falleció a causa de un fallo cardiaco en 1992 en Newport (Rhode Island). 